# Articulats (crinoïdeus)
|  | Per a altres significats, vegeu «Articulats». |

Els articulats (Articulata) són una subclasse d'equinoderms de la classe crinoïdeus, l'única que té representants actuals, amb 676 espècies, la majoria (616) dins l'ordre dels comatúlides que no tenen tjia que els fixi al fons marí. La resta dels ordres presenten espècies pedunculades amb una forma corporal tradicional amb braços, calze i tija fixada al fons.

## Característiques
Els articulats presenten simetria pentaradial. La tija, que consisteix en nombrosos discos units per lligaments, suporta un calze o copa feta de cercles de plaques calcàries. Presenten cinc braços sovint ramificats, formats per sèries articulades d'ossicles, que s'estenen des de la placa oral i formen el mecanisme de captura d'aliments.
Els braços són pinnulats amb pínnules alternes per a augmentar de manera efectiva la superfície de captura d'aliment. Totes aquestes pínnules tenen solcs ambulacrals ciliats que convergeixen per formar solcs més grans en els braços que condueixen a la boca situada al costat de l'anus a la superfície superior de la placa oral.
Els articulats suspensívors passius. Capturen plàncton amb els peus ambulacrals situats a la pínules, i els canals ambulacrals ciliats transporten l'aliment a la boca. Tot i que són alimentadors passius, s'ha observat que alguns articulats es mouen a millors àrees d'alimentació, ja sigui amb mecanismes locomotors a la base de la tija o separant-se i impulsant-se amb els braços.
En els comatúlides, la tija es desenvolupa a l'etapa larval, però els juvenils la perden i només conserven el disc superior i prenen una vida lliure.

## Taxonomia
La subclasse Articulata inclou sis ordres, dos dels quals estan extints:
- Ordre Encrinida †
- Ordre Millericrinida †
- Ordre Comatulida
- Ordre Bourgueticrinida, (no és clar si es un ordre a part o un subordre de Comatulida)[4]
- Ordre Cyrtocrinida
- Ordre Hyocrinida
- Ordre Isocrinida